# Kiszkowo (województwo zachodniopomorskie)
Kiszkowo (do 1945 niem. Kiepersdorf) – wieś w Polsce, położona w województwie zachodniopomorskim, w powiecie koszalińskim, w gminie Będzino, w obszarze chronionego krajobrazu Koszalińskiego Pasa Nadmorskiego.
| SIMC    | Nazwa  | Rodzaj |
| ------- | ------ | ------ |
| 0302400 | Dworek | osada  |

W latach 1975–1998 wieś położona była w województwie koszalińskim.